# Sol, Luna y Talía

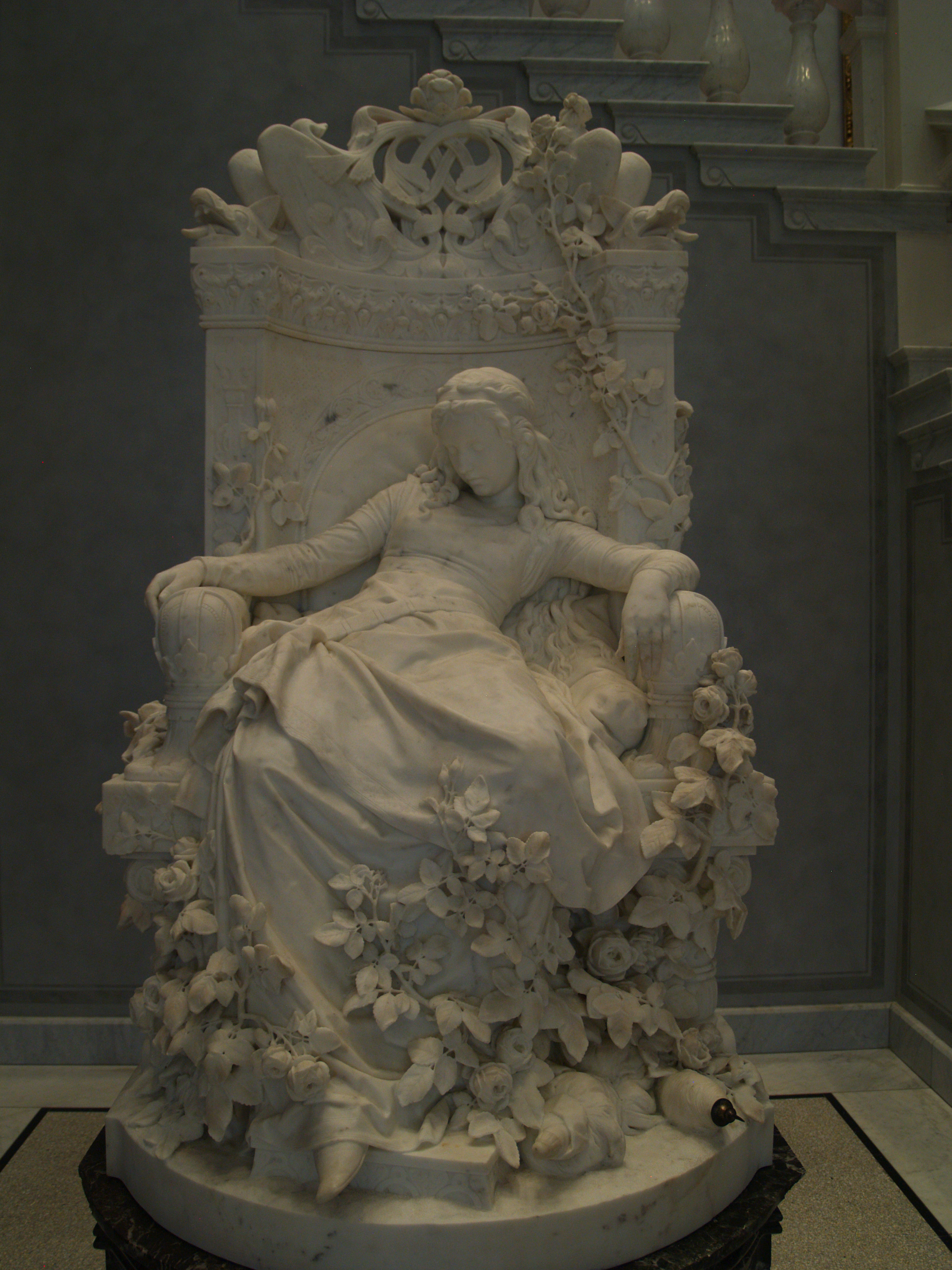
Escultura de Louis Sussmann-Hellborn. En esta escultura aparece Talía, la bella durmiente, tal y como la dejó su padre, el rey, dormida en un sillón de terciopelo.

Sol, Luna y Talía es un cuento de hadas de tradición oral, escrito por Giambattista Basile y publicado en 1636 en el libro de cuentos el Pentamerón.
Este cuento es la base de las siguientes versiones conocidas como el cuento de hadas de La bella durmiente (versión de Perrault de 1697 y los hermanos Grimm en 1812).
En el cuento de hadas escrito por el italiano Basile, cuyo origen se remonta a Perceforest, una novela anónima del siglo XIV, no es un príncipe quien despierta a la princesa dormida en el castillo, Talía, sino un rey; además, el despertar no se produce por medio de un beso, sino de una violación a una princesa niña durmiente dejándola embarazada de Sol y Luna quienes buscando amamantarse extraerán la espina de lino que la hizo dormirse. El rey, además, en la versión de Basile está casado con otra mujer que no tiene hijos. El rey, después de la violación abandona a Talía y vuelve a su reino aunque luego volverá y acabará casándose con ella después de arrojar a la reina al fuego.
Este cuento de hadas puede definirse como un "cuento de hadas en sentido estricto", ya que contiene referencias directas a la desfloración, la violación, la necrofilia, la infidelidad conyugal, el embarazo, el amamantamiento, la infertilidad, el canibalismo, así como otros temas adecuados para el público de aristócratas adultos a los que se dirigía el escritor napolitano.

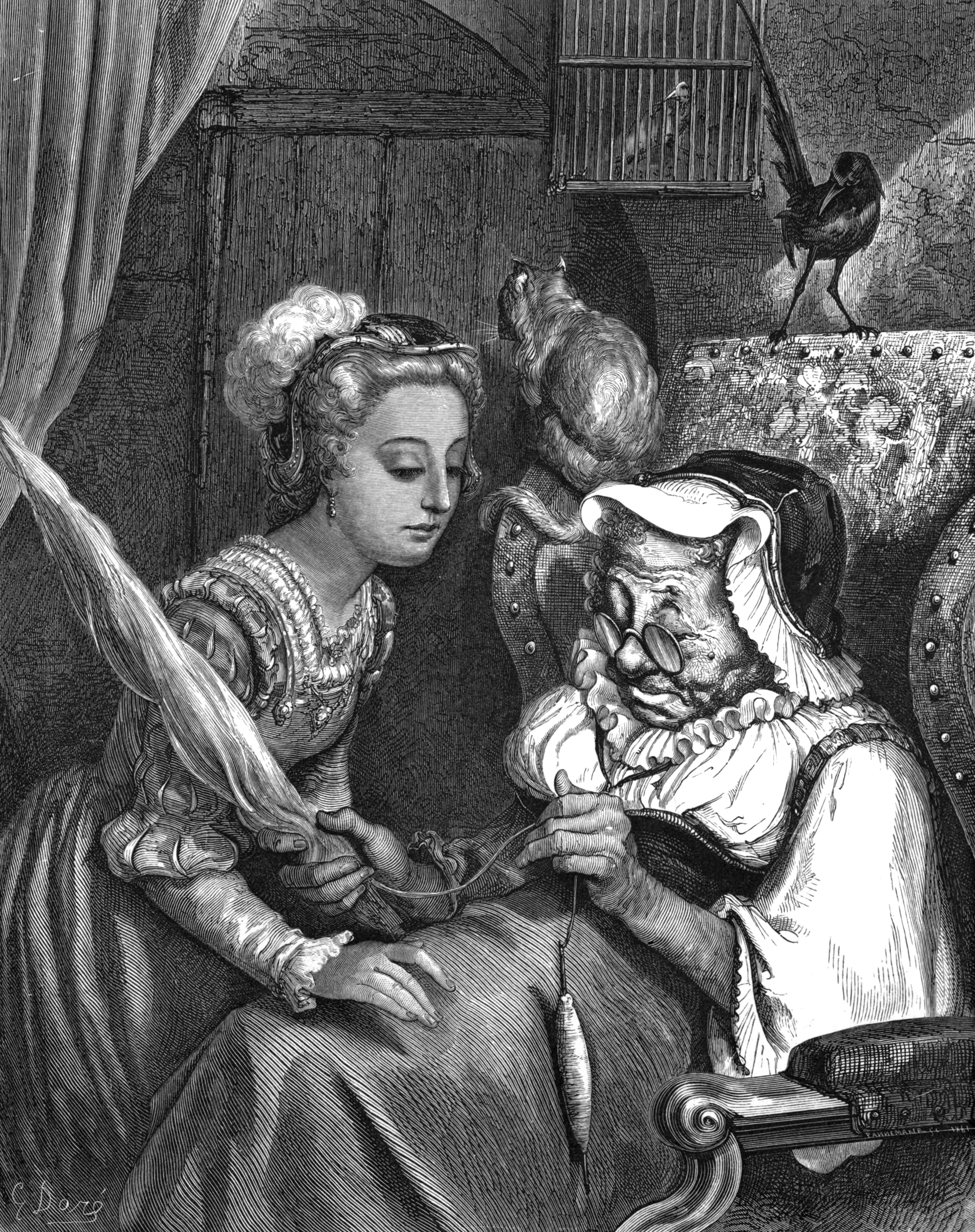
La princesa con la anciana, la rueca y el huso antes de pincharse. Ilustración de Gustavo Doré.

## Argumento de Sol, Luna y Talía

### Un rey tiene una hija - la maldición
Un rey tiene una hija, Talía, y llama a todos los adivinos del reino para predecir el futuro de la niña. Éstos le dicen que está en un gran peligro mortal a causa de una espina de lino -una maldición-. El rey prohibió que en su casa entrase lino o cáñamo o cualquier cosa parecida. La pequeña Talía, sin embargo, una vez que crece, ve a una anciana con una rueca y un huso delante del castillo e intrigada por el objeto sale fuera y cogiendo la rueca con la mano y tirando del hilo se le clava una espina de lino en la uña e inmediatamente cae muerta, dormida al instante. El padre, desconsolado, deja a su hija sentada en un sillón de terciopelo, en una habitación de aquel castillo, cierra todas las puertas y se va para siempre.

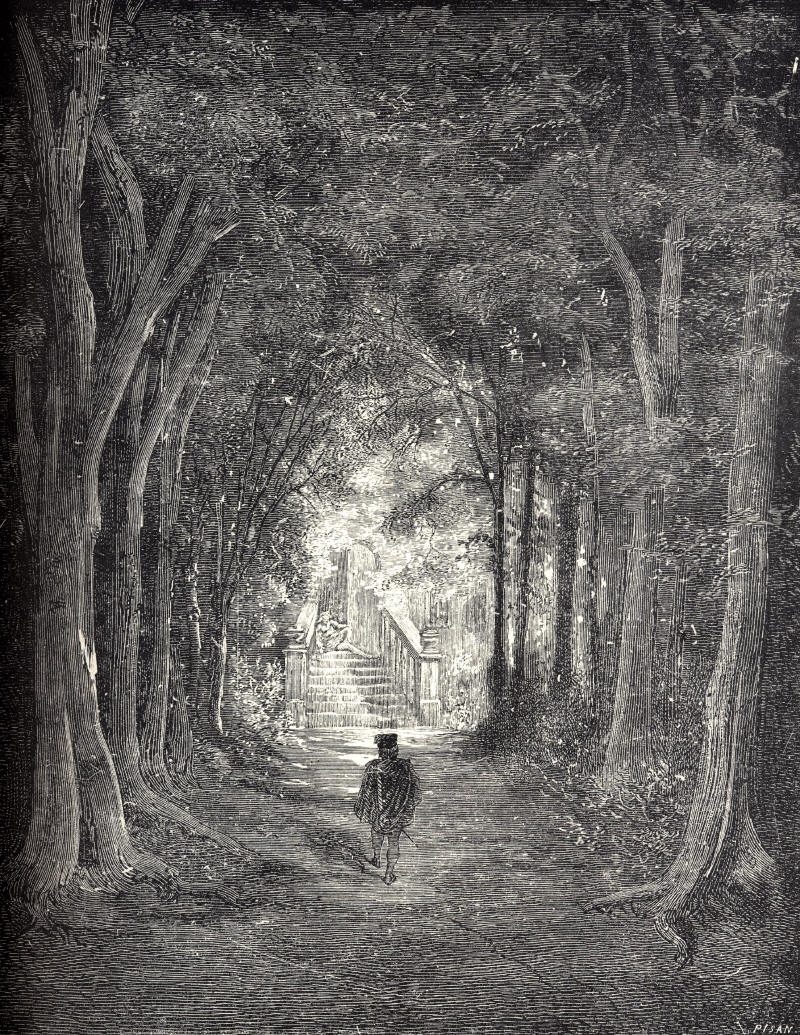
El rey que estaba cazando descubre el castillo. Gustavo Doré.

### La violación, embarazo y parto
Pasado un tiempo, a un rey que estaba cazando por el bosque se le escapa un halcón, que entra volando por la ventana de aquel palacio, intrigado el rey fuerza las puertas y entra, encontrando sentada a la princesa dormida. La lleva a una cama, la viola y regresa a su reino, dejándola embarazada. Nueve meses después, la joven, que sigue dormida, da a luz a un par de gemelos, Luna y Sol. Dos hadas cuidarán de ellos hasta que un día, al buscar los niños el pecho de la madre y no encontrarlo le chuparán su dedo, extrayendo así la espina de lino fatal que la mantenía dormida. Despierta la princesa y comienza una nueva vida con sus hijos.

### Sol y Luna - De princesa a reina
Un día, el rey violador regresa al castillo y encuentra a la princesa viva y despierta con sus dos hijos. El rey y la princesa se hacen amigos y se queda unos días con ellos. Promete a Talía que la llevará de vuelta junto a él.
De vuelta a su castillo el rey habla a la reina de la princesa Talía y los gemelos. Se desata la ira de la reina que pide a un secretario y amigo que le cuente qué sucede y le convence para que traiga a los dos niños para conocerlos, pero instruye al cocinero para que los mate y se los sirva de comida a su marido. El cocinero apiadándose de los niños, se los da a su mujer para que los esconda y sirve al rey dos cabritillos y hace creer a la reina que son los niños. 
La reina empuja a su marido a comer, con las palabras: -Come, come, porque comes de lo tuyo-. El rey, perturbado por la insistencia de su esposa e inconsciente de la implicación, le dice -¡Ya lo sé, que como de lo mío, porque tú no has traído nada a esta casa!- (haciendo referencia a su infertilidad y al que no le haya dado descendencia) y abandona el castillo. La reina, llena de ira, trae a Talía al castillo y ordena que la arrojen al fuego. La joven mujer se lanza a los pies de la reina rogando misericordia. Pero la reina sólo quiere que muera en el fuego aunque codiciosa de las perlas que adornan la ropa de la princesa, consiente que se desnude antes de morir lo que ella hace lentamente y así le da tiempo a que el rey llegue, y ordene que su esposa sea quemada, al saber lo sucedido premia al cocinero por haber salvado a los niños nombrándole primer caballero de la corte y casándose con Talía la convertirá en reina. Y ella gozó de una larga vida con su marido y los hijos, disfrutando de todas las muestras que da la buena fortuna: Pues aun cuando duerme le llueven los bienes.

## Interpretaciones
Las primeras interpretaciones de los cuentos de hadas suponen que son meras alegorías sobre el mundo natural. Así, los folkloristas de finales del siglo XIX vieron en Sol, Luna y Talía y otras versiones de La Bella Durmiente un mito solar, asociándola al ciclo día-noche o al ciclo de las estaciones o a ambos. La resurrección de la bella evoca el renacer de la vida en primavera, siendo los cien años durante los que duerme una trasposición poética de los cien días de invierno. Estas interpretaciones quedaron eclipsadas por las más atentas a los procesos psíquicos.
Desde la crítica de orientación psicoanalítica se consideran los cuentos de hadas transcripciones simbólicas de procesos psíquicos -con una fuerte carga de simbolismo sexual-. Las variantes obligan, sin embargo, a cuestionar una interpretación fuerte desde este campo. Por ello las interpretaciones como las de Bettelheim (1976) han sido reprobadas por folkloristas y etnógrafos que indican la pobreza o parcialidad de la interpretación psicoanalítica para entender todos los elementos que poseen estos relatos de tradición oral.
Desde posturas psicológicas también se habla en las bellas durmientes del tiempo de paso desde la infancia a la madurez y el período de adolescencia en el que los jóvenes están dormidos hasta que despiertan. También a la aparición de la menstruación y a la explicación freudiana de que por mucho que intenten los padres impedir el florecimiento sexual de su hija, este se producirá inexorablemente.
Desde la crítica feminista se ha destacado el dominio masculino aunque también se hace una interpretación textual, aplicada al descubrimiento de estereotipos y tópicos negativos para la mujer: rol pasivo de la mujer-princesa (inocencia, virginidad y belleza), rol activo de salvador asignado al hombre, matrimonio entre ambos como único final feliz posible, señal de flagrante heteronormatividad. El sello machista es innegable y sencillamente sería propio de las sociedades donde fueron creados, contados y transmitidos.
En la crítica feminista a las distintas versiones de los cuentos de hadas sobre bellas durmientes y en especial a Sol, Luna y Talía se señala que la maldición de la hija del rey no tiene causa y puede interpretarse que la causa el hecho de nacer mujer que era en general, para la sociedades rurales y/o medievales una desgracia frente al nacimiento de un varón. Y siendo mujer deberá, en esas sociedades, ser madre. Esa maldición o peligro no tiene remedio, sucederá se haga lo que se haga para evitarla. La maldición de la mujer es, frente al hombre, la capacidad de procrear y para ello deberá tener inevitablemente relaciones sexuales. Esa maldición se simboliza en la forma de espina, púa, astilla que se introduce en el dedo de la mujer y que la dejará dormida y paralizada hasta que no tenga relaciones sexuales. 
Por otro lado la importancia tradicional de la fidelidad -en este caso entre el rey y la reina- pierde su fuerza, su legitimidad o legalidad ante la fertilidad de la princesa aunque sea fruto de la infidelidad conyugal y la violación. El único fin y objetivo de la mujer es, por tanto, procrear. La mujer que procree será, desde esta perspectiva, recompensada siempre. La reina infertil se convierte en la tradicional bruja -en esta ocasión reina vengativa- pero podría haber sido hechicera, ogresa, o madrastra- que debe morir y muere finalmente en el fuego ya que no tiene objeto ni fin. La ausencia de hijos marca radicalmente a la mujer. Siempre está sometida al hombre, al rey en este caso, que es libre y nunca cuestionado en sus deseos sexuales, sean los que sean, incluso como en este cuento, la violación a una muerta -necrofilia-.